# Melissodes maesta
Melissodes maesta är en biart som beskrevs av Laberge 1956. Melissodes maesta ingår i släktet Melissodes och familjen långtungebin. Inga underarter finns listade i Catalogue of Life.